# Grison (Grosne)
Der Grison ist ein Fluss in Frankreich, der im Département Saône-et-Loire in der Region Bourgogne-Franche-Comté verläuft. Er entspringt beim Weiler Vivier, im Gemeindegebiet von Blanot, entwässert generell Richtung Nordnordost und mündet nach rund 25 Kilometern im nordwestlichen Gemeindegebiet von Laives als rechter Nebenfluss in die Grosne.

## Orte am Fluss
(Reihenfolge in Fließrichtung)
- Nouville, Gemeinde Blanot
- Prayes, Gemeinde Chissey-lès-Mâcon
- Champlieu, Gemeinde Étrigny
- Nanton
- Lalheue
- Ferté, Gemeinde Saint-Ambreuil